# Jonas Knudsen
Jonas Knudsen (Esbjerg, 16 september 1992) is een Deens voetballer die doorgaans als verdediger speelt. Hij verruilde Ipswich Town in juli 2019 transfervrij voor Malmö FF. Knudsen debuteerde in 2014 in het Deens voetbalelftal. Hij heeft als specialiteit 'de verre inworp'.

## Interlandcarrière
Knudsen was meermaals Deens jeugdinternational. Hij maakte op woensdag 28 mei 2014 onder leiding van bondscoach Morten Olsen zijn debuut in het Deens voetbalelftal, in een oefeninterland tegen Zweden (1-0), net als Pierre Højbjerg. Hij viel in dat duel na 53 minuten in voor Jakob Ahlmann. Knudsen maakte deel uit van de Deense selectie op het WK 2018.